# Mariä Geburt (Traubing)

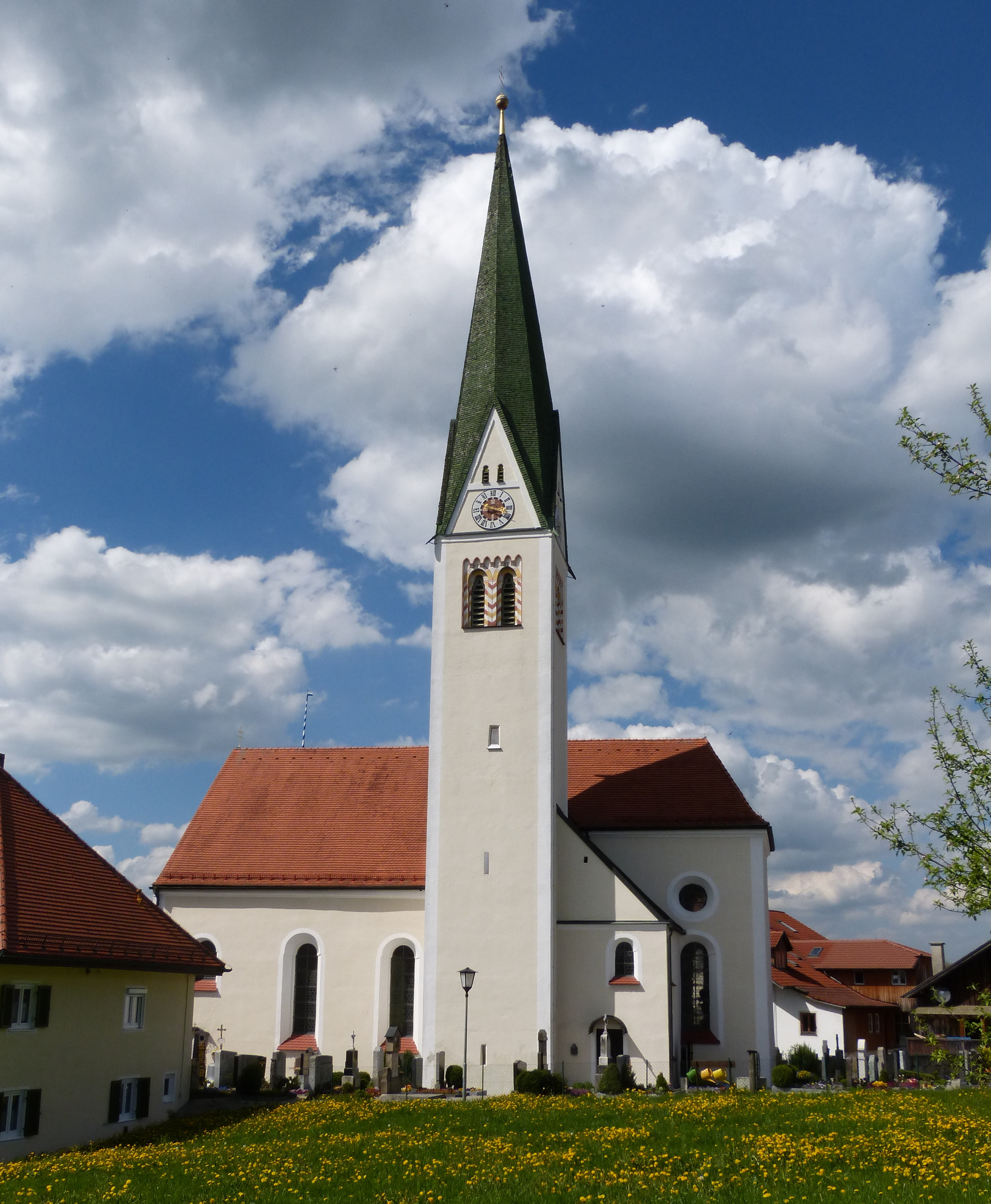
Mariä Geburt in Traubing, Ansicht von Süden (2013)

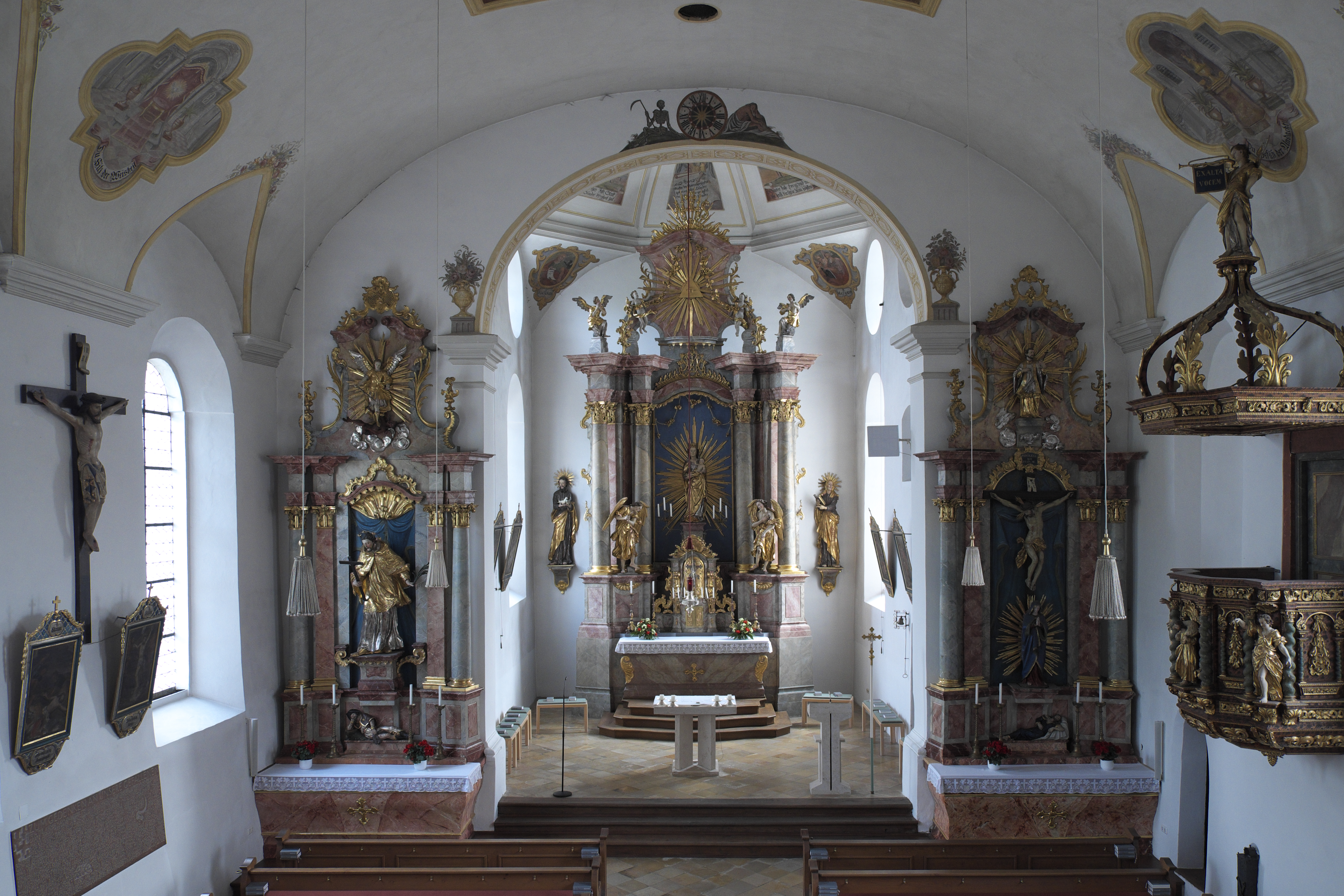
Blick von der Orgelempore nach Osten zum Chorquadrat.

Die römisch-katholische Pfarrkirche Mariä Geburt steht in Traubing, einem Gemeindeteil von Tutzing im oberbayerischen Landkreis Starnberg. Sie ist in der Liste der Baudenkmäler in Tutzing unter der Nr. D-1-88-141-54 eingetragen. Die Kirche gehört zum Dekanat Starnberg im Bistum Augsburg.

## Beschreibung
Die barocke Saalkirche wurde 1750 über den Grundmauern des gotischen Vorgängerbaus erbaut. Sie besteht aus dem Langhaus, dem eingezogenen, platt abschließenden Chor im Osten und der Sakristei an der Südwand des Chors mit einem Oratorium im Obergeschoss. Der schlanke spätgotische, vom Vorgängerbau übernommene Kirchturm steht an der Südwand des Langhauses. In dessen oberstem Geschoss steht hinter den als Biforien gestalteten Klangarkaden der Glockenstuhl mit vier Glocken. Über den Giebeln mit den Zifferblättern der Turmuhr erhebt sich ein spitzer Helm.

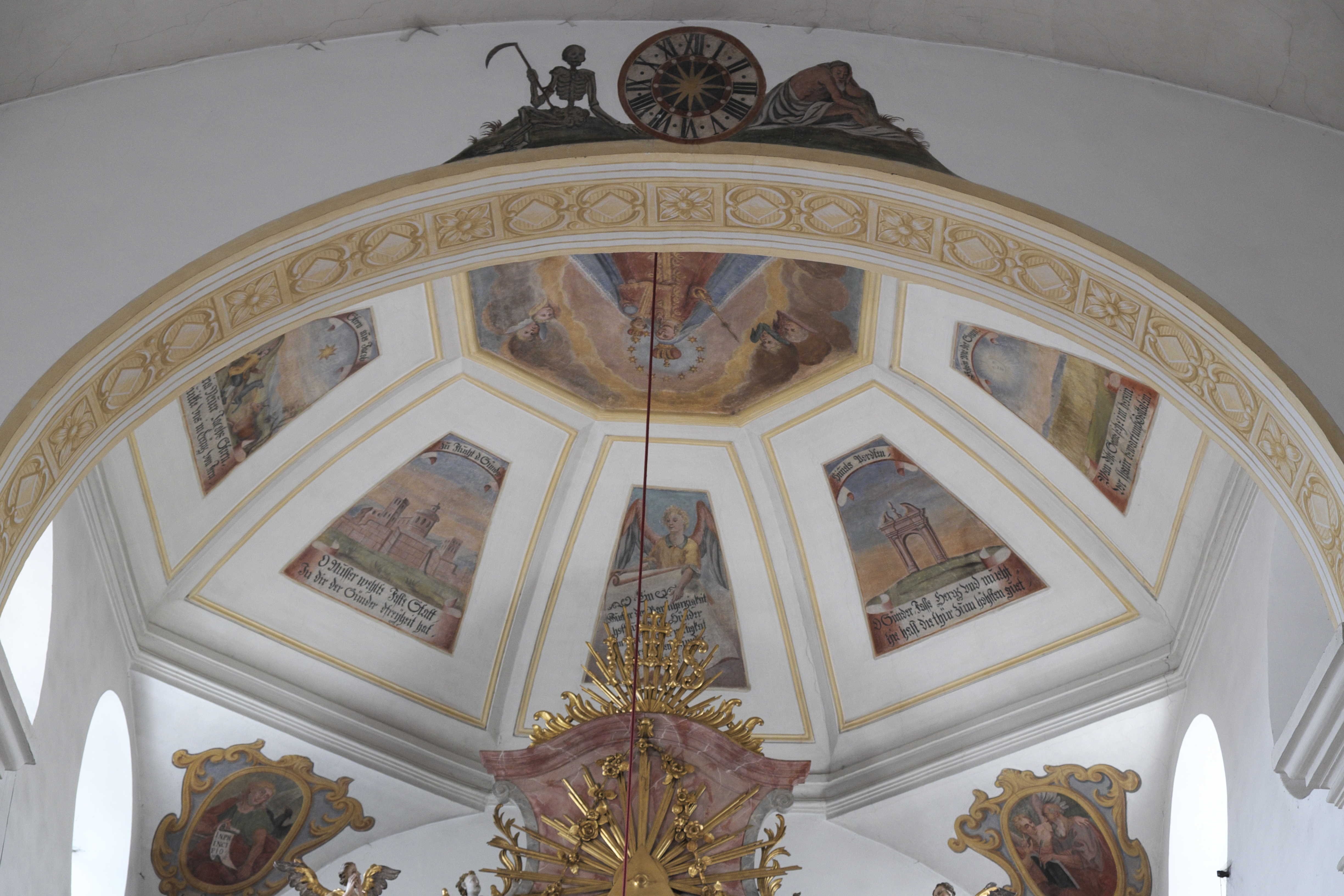
Blick in die Kuppel des Chorquadrats

Das Langhaus ist im Innern von einer flachen Stichkappentonne überspannt. Eine Besonderheit ist der Zentralraum des Chorquadrats, der von einer achtseitigen, stuckierten Flachkuppel auf Zwickeln überwölbt ist. 

## Ausstattung
Zentrales Bild des nach 1758 errichteten Hochaltars ist zwischen zwei Säulen die gotische Statue einer Madonna mit Jesuskind im Strahlenkranz. Links und rechts vom Altar stehen auf Konsolen an der Rückwand des Chors Figuren des heiligen Joachim und der heiligen Anna.

## Orgel

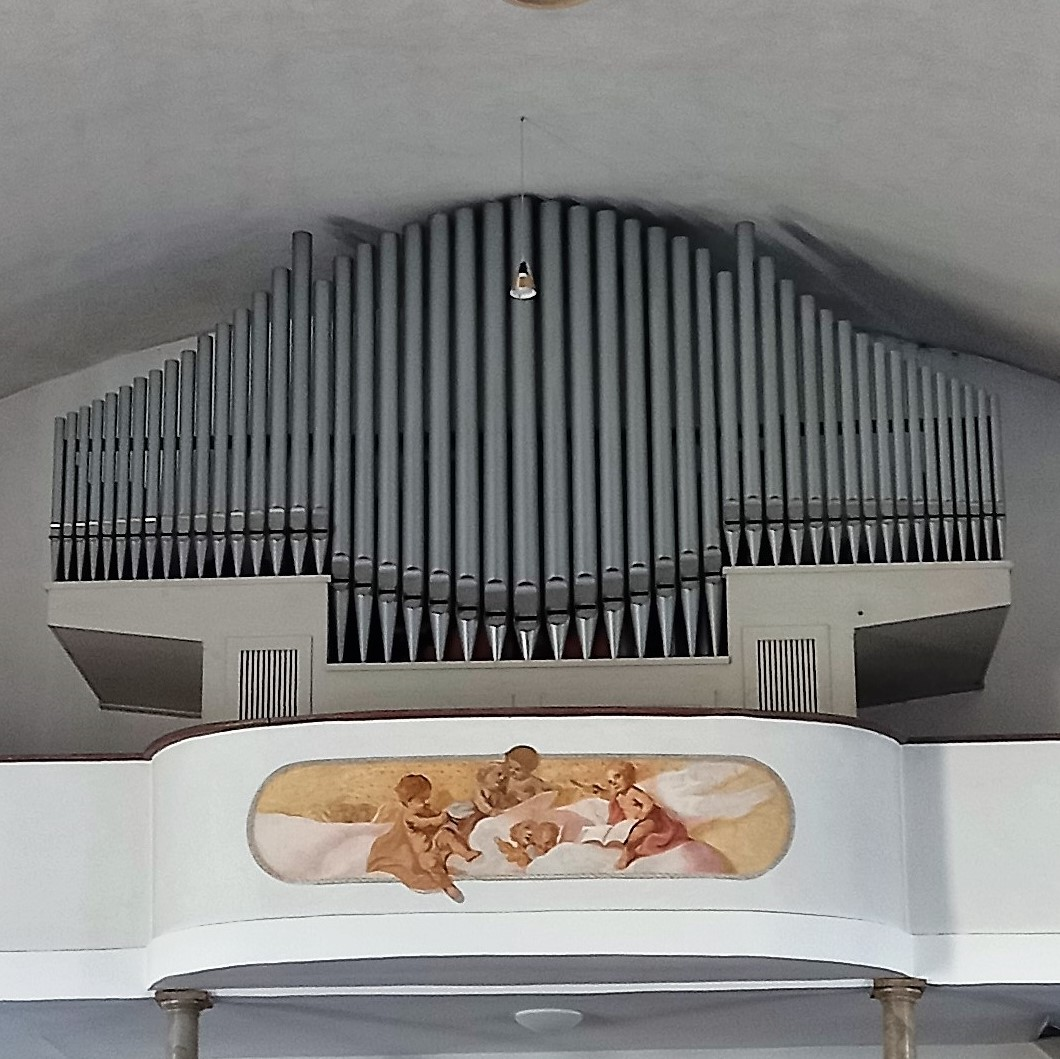
Orgel

Die Orgel mit 15 Registern, verteilt auf zwei Manuale und Pedal, wurde 1961 von Wilhelm Stöberl gebaut. Die Disposition lautet:
| I. Manual |       |
| Principal | 8′    |
| Rohrflöte | 8′    |
| Oktav     | 4′    |
| Gemshorn  | 4′    |
| Nachthorn | 2′    |
| Mixtur IV | 1 ⁄3′ |

| II. Manual              |       |
| Gedeckt                 | 8′    |
| Weidenpfeife            | 8′    |
| Italienisches Principal | 4′    |
| Schweizerpfeife         | 4′    |
| Oktave                  | 2′    |
| Quint                   | 1 ⁄3′ |

| Pedal     |     |
| Subbaß    | 16′ |
| Oktavbaß  | 08′ |
| Choralbaß | 04′ |

- Koppeln: II/I, I/P, II/P
- Spielhilfen: Crescendowalze